# Scène 3D
Pour les articles homonymes, voir Scène.
En infographie, une scène 3D est un ensemble de plusieurs objets créés en trois dimensions à l'aide d'un logiciel de modélisation 3D. En général, une scène utilise trois axes x, y et z pour positionner les objets dans l'espace. Ces objets peuvent être des formes géométriques plus ou moins complexes, ou des sources de lumière définissant l'éclairage de la scène par exemple. 
Selon les cas et le logiciel utilisé, les objets peuvent être modélisés directement dans la scène (et sont enregistrés dans un même fichier), ou séparément et inclus dans celle-ci. Cette dernière pratique est notamment utilisée dans le cas de scènes complexes contenant beaucoup d'objets.